# Медаль «За повернення Криму»
Меда́ль «За пове́рнення Кри́му» — нагорода Міністерства оборони РФ. Запроваджена 21 березня 2014 року наказом Міністра оборони РФ № 160. Перше нагородження відбулось 24 березня того ж року.

## Історія
Медаль «За повернення Криму» заснована відразу після підписанням Президентом РФ Путіним указу про «включення» до складу Росієї Криму та Севастополя за підсумками псевдореферендуму та російської окупації півострова.
Прототипом зовнішнього вигляду медалі став дослідний зразок радянської медалі «За визволення Криму», який був створений 1944 року, але той проєкт так і не був реалізований.
На підприємстві ТОВ «Російська стрічка» (рос. ООО «Русская лента») було виконано термінове замовлення від Міноборони на виготовлення стрічки нагороди.
Перші медалі були вручені 24 березня 2014 року. Нагороди з рук Міністра оборони Сергія Шойгу отримали українські колаборанти, колишні співробітники та військовослужбовці ліквідованого в Україні 25 лютого 2014 року спецпідрозділу «Беркут», російські морські піхотинці, офіцери з командування Чорноморського флоту ВМФ Росії та голова самопроголошеного уряду Республіки Крим Сергій Аксьонов.
Оскільки на офіційному сайті Міністерства оборони Російської Федерації не було повідомлено про заснування медалі, а єдина фотографія нагороди була прибрана з сайту незабаром після публікації, деякі ЗМІ повідомили про те, що нова медаль — фальшивка («фейк»), а повідомлення про її заснування — «новинна качка». В Управлінні прес-служби та інформації Міністерства оборони Російської Федерації ці повідомлення жодним чином не коментували.
Пізніше з відкритих джерел була отримана інформація, з якої видно, що медаль могла бути замовлена або в грудні 2013 або січні 2014 року — тобто за 2-3 місяці до початку збройної агресії Росії проти України.

## Положення про медаль
|  | Медаллю нагороджуються військовослужбовці та особи цивільного персоналу Збройних Сил Російської Федерації за заслуги і відзнаки, проявлені при убезпеченні заходів, пов'язаних із захистом прав і життя громадян Криму, проведенням референдуму в Криму 16 березня 2014, входженням Криму до складу Російської Федерації за результатами проведеного референдуму. Медаллю можуть нагороджуватися також інші громадяни Російської Федерації та іноземні громадяни за сприяння у вирішенні завдань, покладених на Збройні Сили Російської Федерації при забезпеченні безпеки заходів в Криму. |

Медаль (стрічка медалі) носиться на лівій стороні грудей і за наявності інших медалей розташовується після медалі (стрічки медалі) «За трудову доблесть».

## Опис медалі

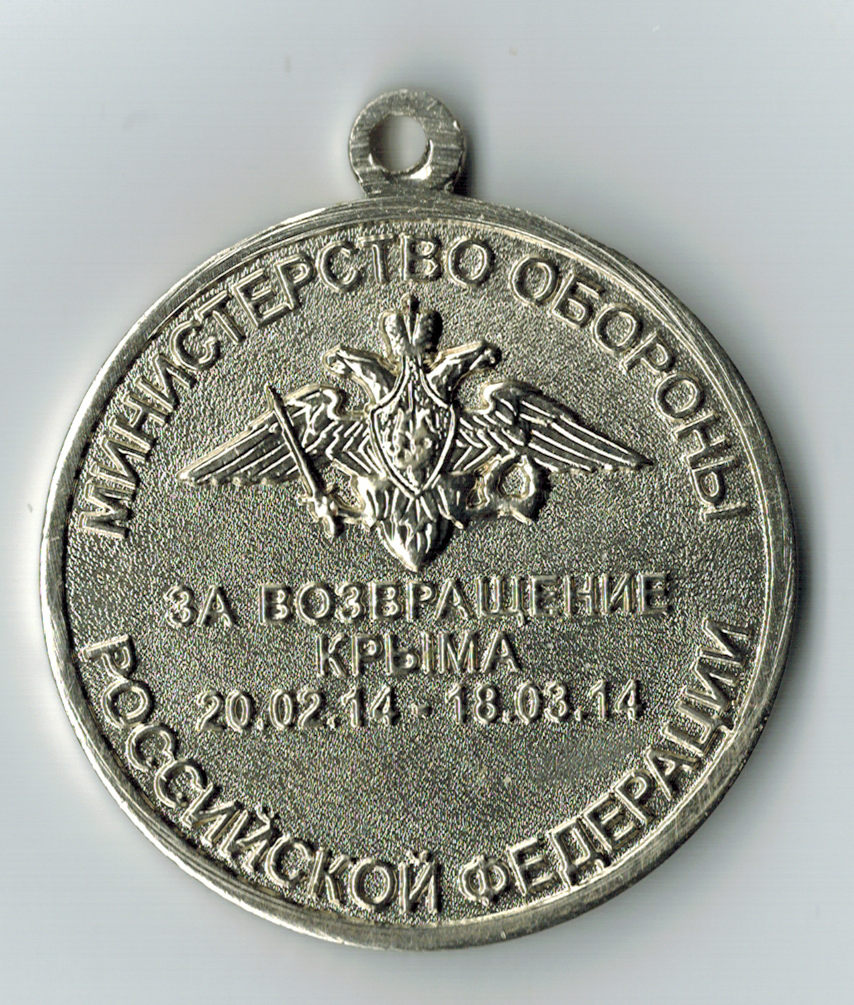
Реверс медалі

Медаль виготовляється з металу сріблястого кольору у формі кола діаметром 32 мм і має опуклий бортик з обох боків.
У центрі лицьової сторони медалі — рельєфне зображення контуру Кримського півострова, обрамленого в нижній частині лавровими гілками, у місці схрещення яких — п'ятипроменева зірка.
На зворотному боці медалі, у верхній частині, — рельєфне зображення емблеми Міністерства оборони Російської Федерації, під ним — рельєфний напис трьома рядками: «ЗА ВОЗВРАЩЕНИЕ КРЫМА 20.02.14 — 18.03.14»; по колу — рельєфний напис: у верхній частині — «МИНИСТЕРСТВО ОБОРОНЫ», у нижній — «РОССИЙСКОЙ ФЕДЕРАЦИИ».
Медаль за допомогою вушка та кільця з'єднується з п'ятикутною колодкою, обтягнутою шовковою муаровою стрічкою шириною 24 мм. З правого краю стрічки — помаранчева смуга шириною 10 мм, облямована праворуч чорною смугою шириною 2 мм, лівіше — біла смуга, облямована праворуч синьою і зліва — червоною смугами шириною 2 мм кожна.

## Символіка медалі
Елементи медалі символізують:
- контур Кримського півострова (Республіка Крим), лаврові гілки (символ слави, пошани та нагороди) і п'ятипроменева зірка;
- емблема Міністерства оборони Російської Федерації і помаранчева смуга стрічки медалі, облямована чорною смугою — статус медалі, як відомчої нагороди Міністерства оборони Російської Федерації;
- біла, синя і червона смуги стрічки медалі (кольори прапора Республіки Крим) — призначення медалі для нагородження за значний внесок у справі приєднання Республіки Крим до Російської Федерації.

## Проблеми тлумачення символіки
Дивну дату початку операції «з повернення Кримського півострова та міста Севастополь» зауважив активіст самооборони м. Сватове Луганської області, історик та журналіст за освітою, Володимир Просін. Як видно з фото медалі, Міністерство оборони РФ чітко вказало термін проведення операції: 20 лютого—18 березня 2014. Чому офіційна дата 20 лютого — початок операції «за повернення Криму»? Як виглядає з позиції міжнародного права початок операції РФ у Криму 20 лютого, коли в Україні чинним президентом держави був Віктор Янукович? Як пояснити, що дата початку операції «За повернення Криму» й дата розстрілу Небесної сотні на Майдані в Києві — одна й та ж — 20 лютого?
Відтак, Міноборони РФ започаткуванням своєї медалі зруйнувало міфи пропаганди РФ, що сепаратизм в Україні «породжений переворотом київської хунти». Отже, навіть Крим почав своє «повернення» до Росії за дві доби до відсторонення від влади Януковича та відставки його з поста Президента.

## Відомі нагороджені
- Сергій Аксьонов
- Анатолій Антонов
- Антон Губанков
- Микола Жуган
- Микола Долуда
- Олександр Залдостанов
- Рамзан Кадиров
- Ольга Ковітіді
- Арсен Павлов
- Сергій Шойгу
- Носатов Олександр

## Аналоги в історії
Нагорода має аналоги в історії.
- З нагоди приєднання земель Кримського ханства до складу Російської імперії 1783 року було карбовано пам'ятну імперську медаль на честь анексії Криму й Кубані[14].
- Кримська медаль — британська медаль, заснована 15 грудня 1854 для нагородження військовослужбовців Британської Армії, Королівських ВМФ і Морської піхоти за участь у бойових діях проти Росії в Криму під час Східної війни. Також відомі випадки нагородження цією медаллю військовослужбовців союзної французької армії.
- Група армій «Південь» з осені 1941 до літа 1942 року поступово завоювала півострів Крим. Після закінчення військових дій 25 липня 1942 на згадку про бої за Крим 11-ї Армії під командуванням фельдмаршала Еріха фон Манштейна Адольф Гітлер підписав розпорядження про заснування відзнаки «Кримський щит».
- 1944 року радянські військовики планували запровадження медалі «За визволення Криму».

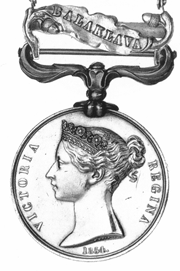
«Кримська медаль»  —медаль Сполученого Королівства Великої Британії та Ірландії за бойові дії, для нагородження британських військовослужбовців які брали участь в Кримській війні 1854—1856 років
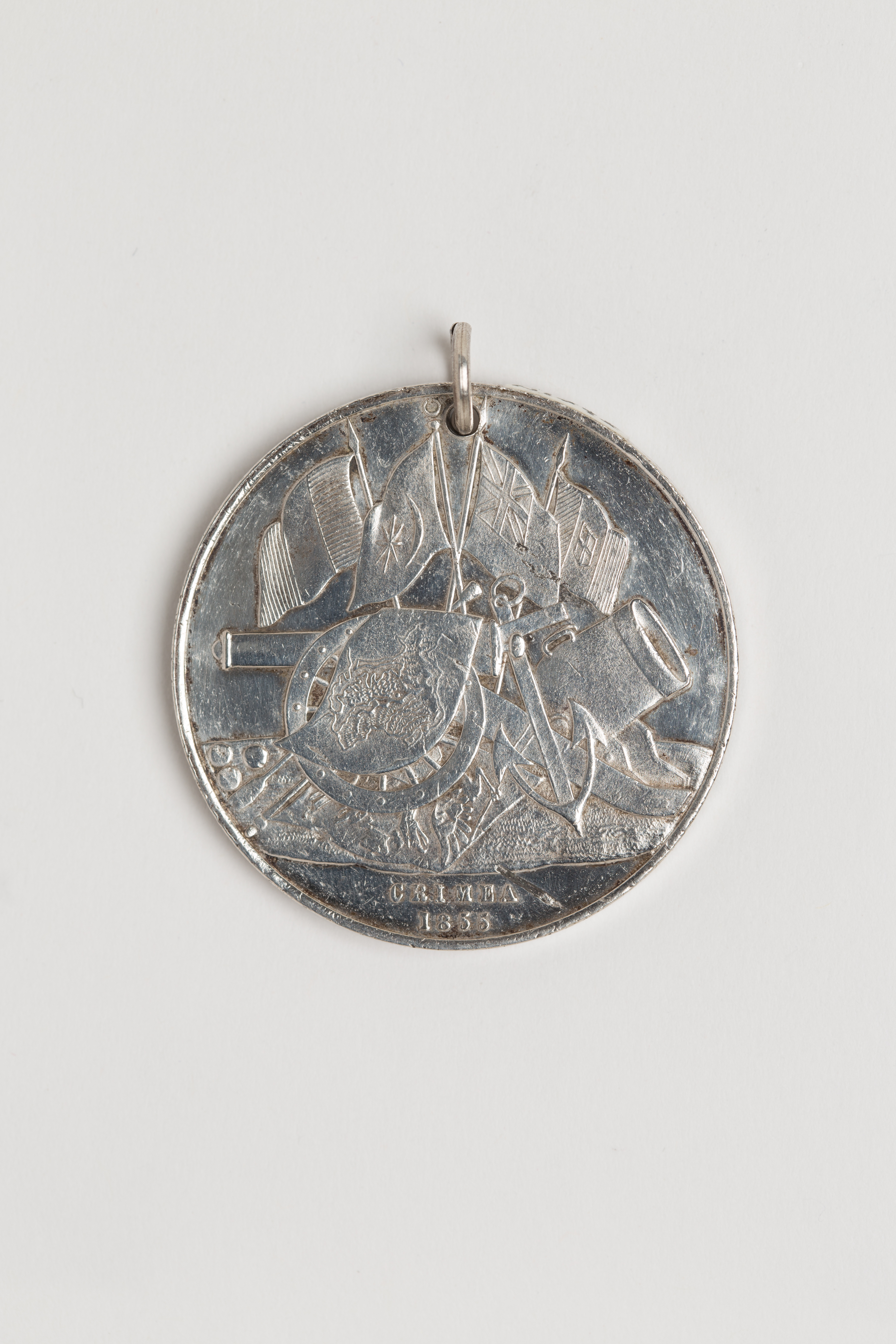
«Кримська медаль»  —медаль Османської імперії ля нагородження військовослужбовців союзницьких до Османської імперії держав, які брали участь в Кримській війні 1854—1856 років
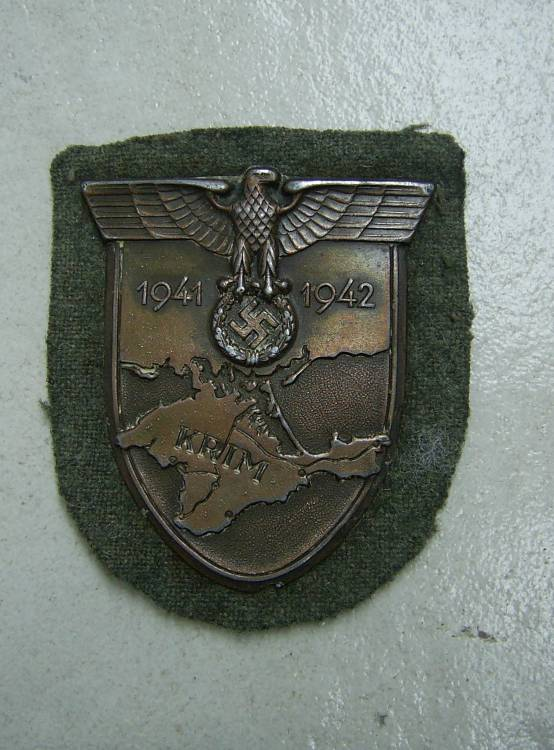
«Кримський щит» — нацистська нагорода часів ДСВ